# Kierre Beckles
Kierre Kamille Beckles (Bridgetown, 21 maggio 1990) è un'ostacolista barbadiana.

## Biografia
Nata nel quartiere di Pinelands di Bridgetown, Beckles ha proseguito a gareggiare nell'atletica leggera prima in un collega in Arizona e successivamente affiliandosi alla squadra dell'Università della Carolina del Sud. In campo internazionale ha rappresentato Barbados con successo ai Giochi CARIFTA, dove ha debuttato a 14 anni, e successivamente è rientrata tra i seniores dal 2009. Ha partecipato, negli anni, a numerosi eventi continentali ed - nel 2016 - ha preso parte col team barbadiano ai Giochi olimpici di Rio de Janeiro 2016.

## Palmarès
| Anno | Manifestazione                         | Sede           | Evento          | Risultato   | Prestazione | Note |
| ---- | -------------------------------------- | -------------- | --------------- | ----------- | ----------- | ---- |
| 2004 | Giochi CARIFTA U17                     | Hamilton       | 100 m hs        | 7ª          | 15"49       |      |
| 2004 | Giochi CARIFTA U17                     | Hamilton       | 300 m hs        | Bronzo      | 44"23       |      |
| 2004 | Giochi CARIFTA U17                     | Hamilton       | 4×100 m         | 4ª          | 48"32       |      |
| 2004 | Campionati CAC juniores U17            | Coatzacoalcos  | 100 m hs        | 6ª          | 14"98       |      |
| 2004 | Campionati CAC juniores U17            | Coatzacoalcos  | 300 m hs        | Argento     | 44"67       |      |
| 2005 | Giochi CARIFTA U17                     | Barcolet       | 100 m hs        | Batteria    | 15"31       |      |
| 2005 | Giochi CARIFTA U17                     | Barcolet       | 300 m hs        | 7ª          | 46"86       |      |
| 2006 | Giochi CARIFTA U17                     | Les Abymes     | 100 m hs        | Argento     | 13"90       |      |
| 2006 | Giochi CARIFTA U17                     | Les Abymes     | 300 m hs        | Argento     | 41"76       |      |
| 2006 | Giochi CARIFTA U17                     | Les Abymes     | 4×100 m         | 4ª          | 47"05       |      |
| 2006 | Giochi CARIFTA U17                     | Les Abymes     | 4×400 m         | Bronzo      | 3'49"78     |      |
| 2006 | Campionati CAC juniores U17            | Port of Spain  | 100 m hs        | Oro         | 13"72       |      |
| 2006 | Campionati CAC juniores U17            | Port of Spain  | 300 m hs        | Oro         | 41"55       |      |
| 2006 | Campionati CAC juniores U17            | Port of Spain  | 4×100 m         | 6ª          | 51"79       |      |
| 2006 | Campionati CAC juniores U17            | Port of Spain  | 4×400 m         | Bronzo      | 3'47"38     |      |
| 2006 | Mondiali juniores                      | Pechino        | 100 m hs        | Seminfinale | 14"04       |      |
| 2007 | Giochi CARIFTA U20                     | Providenciales | 100 m hs        | Bronzo      | 14"03       |      |
| 2007 | Mondiali allievi                       | Ostava         | 100 m hs        | Seminfinale | 13"79       |      |
| 2007 | Mondiali allievi                       | Ostava         | Staffetta mista | 6ª          | 2'11"37     |      |
| 2008 | Giochi CARIFTA U20                     | Basseterre     | 100 m hs        | Oro         | 13"43       |      |
| 2008 | Giochi CARIFTA U20                     | Basseterre     | 4×100 m         | Bronzo      | 45"75       |      |
| 2008 | Mondiali juniores                      | Bydgoszcz      | 100 m hs        | 8ª          | 13"96       |      |
| 2008 | Mondiali juniores                      | Bydgoszcz      | 4×100 m         | 7ª          | 45"36       |      |
| 2008 | Giochi della gioventù del Commonwealth | Pune           | 100 m hs        | Oro         | 13"88       |      |
| 2009 | Giochi CARIFTA U20                     | Vieux Fort     | 100 m hs        | Oro         | 13"31       |      |
| 2009 | Giochi CARIFTA U20                     | Vieux Fort     | 4×100 m         | dq          | dq          |      |
| 2009 | Giochi CARIFTA U20                     | Vieux Fort     | 4×400 m         | Argento     | 3'41"75     |      |
| 2009 | Campionati CAC                         | L'Avana        | 100 m hs        | 8ª          | 13"85       |      |
| 2011 | Campionati CAC                         | Mayagüez       | 100 m hs        | 4ª          | 13"24       |      |
| 2011 | Mondiali                               | Taegu          | 100 m hs        | Batteria    | 13"44       |      |
| 2012 | Campionati NACAC U23                   | Irapuato       | 100 m hs        | Argento     | 13"05       |      |
| 2013 | Campionati CAC                         | Morelia        | 100 m hs        | Argento     | 13"37       |      |
| 2013 | Mondiali                               | Mosca          | 100 m hs        | Batteria    | 13"47       |      |
| 2014 | Giochi del Commonwealth                | Glasgow        | 100 m hs        | 6ª          | 13"38       |      |
| 2014 | Giochi CAC                             | Veracruz       | 100 m hs        | Bronzo      | 13"47       |      |
| 2015 | Giochi panamericani                    | Toronto        | 100 m hs        | 7ª          | 13"24       |      |
| 2015 | Campionati NACAC                       | San José       | 100 m hs        | Bronzo      | 12"88       |      |
| 2015 | Mondiali                               | Pechino        | 100 m hs        | Semifinale  | 12"90       |      |
| 2016 | Giochi olimpici                        | Rio de Janeiro | 100 m hs        | Batteria    | 13"01       |      |
| 2018 | Giochi del Commonwealth                | Gold Coast     | 100 m hs        | Batteria    | 13"64       |      |
| 2018 | Giochi CAC                             | Barranquilla   | 100 m hs        | 8ª          | 13"48       |      |
| 2018 | Campionati NACAC                       | Toronto        | 100 m hs        | Batteria    | 13"45       |      |